# 故郷の詩
『故郷の詩』（こきょうのうた）は、日本のアダルトゲームブランドWaffleが発売した、Windowsパソコン用の、ファンタジー世界を舞台とする成人向けシミュレーションゲームである。

## 概要
パッケージソフトとしての発売は2006年9月22日、その後2007年6月6日よりしかげなぎ原画によるファンタジーアドベンチャーゲーム『メイドと魔術師』発売記念としてダウンロード販売を開始、さらに2008年11月4日に“毒島音露”シリーズなど同ブランド22作品と共にダウンロード版を大幅に値下げした。
震災によって故郷のラット島を破壊され孤児となった主人公・カルトが、同じく孤児となった少女・ルルホと共に島を復興させるべく、栄える港町・ベルファルドへ出稼ぎに行く物語である。カルトは働いて賃金を稼ぎ島に残ったルルホに仕送りする一方で、同じ屋敷で働く使用人や町の人々と交流を深めていく。
成人向けには珍しい育成シミュレーションゲームで、プレイヤーはカルトの立場で多くの賃金を得るべく工夫しながら、ルルホの成長を促して間接的に島の復興を目指すことが目的となる。Waffle作品に多く見られる陵辱や鬼畜表現が無く、主人公と性的関係を持つ可能性があるヒロインは複数居るものの一度に1人としか関係を持てず、そもそも性描写に主眼を置く作品ではないのでゲームの進め方によっては性描写を見なかったり、ゲーム内で最長10年（480週）にも及ぶプレイ期間など、一般的なアダルトゲームよりは恋愛シミュレーションゲームもしくは副次的に恋愛要素を持つ育成シミュレーションゲームに近い特徴を持つ。

## ゲームシステム
ゲームは一ヶ月を4週間（1週間は1ターンに相当）に分け、第1週から第3週にかけてベルファルドで「屋敷行動」、休暇となる第4週はラット島で「自宅行動」と2体系に変化する行動を行いながら進行する。行動は前者が「（カルトの）行動ポイント」、後者は「（ルルホの）元気ポイント」を消費して行われ、プレイヤーの任意で翌週に移る。ほとんどの行動は必要なだけポイントが残っていれば何度でも繰り返すことができる。
「屋敷行動」では屋敷で働いて賃金を稼ぎ、ヒロイン達と交流を深めたり、手紙や商店で買った道具をルルホに送ったり、金銭を支払って食事をし行動ポイントを回復することができる。酒場でバイトをすることもでき、これは屋敷の賃金より高額の一時報酬を得られるが、副業なので屋敷での評価は下がる。行動ポイントは使用人階級に応じて週初めに一定量回復し、余剰を次週に持ち越すこともできる。月初めには「評定会議」が開かれ、前月の働きに応じた報酬が得られ、成績によって昇進の機会がある。一方、月初めには所持金でルルホに送る一ヶ月分の食料を買う必要がある。
「自宅行動」はラット島の自宅でルルホと家事や遊びを行い、彼女の性格傾向や特技に関する能力値を変化させる。予め屋敷行動で特定の道具を購入するとルルホの能力値がその場で変化したり、自宅行動の選択肢が増える。ルルホは毎週、プレイヤーが屋敷行動を終える際に1度だけ島の復興に関する仕事を試みるが、その成否は彼女の性格傾向や特技とランダムに選ばれる作業との相性によって左右される。但し、ラット島の住人と友だちになれば協力を得て成功率が上がることもある。その結果蓄積される「復興ポイント」の最終値がエンディングの変化に影響を与える（他にヒロインの好感度も影響する）。元気ポイントは月初めにカルトが送る食料の量（満腹度に対する供給割合）によって決まる。
ヒロインには友情（交流レベル）と異性感情（恩義）が別々に設定され、性的関係を持てるほど親密になるには使用人階級を高くした上で、それら2つの好感度を高める必要がある。ヒロインと親しくなるとデートなど特別なイベントが起きたり、彼女らが主人公の仕事などに協力して効果を増加させる確率が上がる。なお、ゲームの進め方やイベント発生条件は「チュートリアル」や「ヒントボタン」でゲーム中いつでも参照でき、任意のイベント発生条件を画面内に常に表示させておく機能もある（それらヒント機能を隠すことも可能）。

## あらすじ
貧しいが穏やかだったラット島をある日突然、大地震と大津波が襲った。孤児となった少年カルトは、やはり孤児となった少女ルルホと兄妹として助け合い暮らし始めるが、環境をひどく破壊された島での自給生活は絶望的なため、街で復興資金を得ようと決意する。泣きじゃくるルルホを説得し1人で海へと漕ぎ出したカルトだったが、嵐に遭い投げ出されてしまった。
遭難したカルトは港町ベルファルドの浜辺に打ち上げられ、領主の使用人たちに救助された。領主邸を当座の宿として仕事探しを始めたカルトだが、ラット島からの移民を多く受け入れた街では仕事が見つからず、憔悴していく。見かねたメイドたちから彼の事情を伝え聞いた領主は、カルトを使用人として雇うことにするのだった。こうしてカルトは、ベルファルドの人々の温かさに支えられながら、ラット島で待つルルホの生活と島の復興のために働くことになったのである。

## 登場キャラクター
カルト
このゲームの主人公である少年。彼の父はラット島唯一の教会に務める神父だったが、地震に伴う津波が島を襲った時、波に浚われそうになったルルホを庇って身代わりとなった。母を幼い頃に亡くしていたため孤児となり、同じく震災で孤児となったルルホを義理の妹として共に暮らし始めるが、二次被害により島での自給生活は困難と判断、街へと単身出稼ぎに行くことにした。渡航中に遭難するも何とかベルファルドへ到着、彼を救助した領主ロンドマンの屋敷で使用人として働き始める。常に故郷のルルホに思いを寄せ、ラット島を復興させて再び兄妹で暮らせる日を夢見ている。
ルルホ
声：神村ひな
カルトの義妹。母を亡くして教会で祈りを捧げている時に彼と出会い、以来カルトを「お兄ちゃん」と呼んで慕っていた。震災の際、津波に浚われそうになりカルトの父によって救われるが、そのとき唯一の肉親であった父親をも失ってしまう。その後、カルトを兄として助け合いながら暮らし始めたが、出稼ぎに行くことにした彼の説得によりパクと共にラット島に残ることとなった。島を復興させるため、幼いながらもカルトを心の支えとして健気に努力している。なお、ルルホには以下に示す4人のヒロインの様な親密さを表す数値が示されないが、ゲーム進行によっては彼女と性的関係を持つことも出来る。

### ヒロイン
メイリン
声：かわしまりの
ロンドマン邸のメイド長。銀色の髪を三つ編みにして胸の前に垂らしている。仕事に忠実かつ厳格、感情をあまり表に出さず余計なことは口にしない職務姿勢で、屋敷では大騒ぎをするキュウトやパレットを叱りつけることもしばしば。しかし融通が利かないのではなく公私を切り替える性格なので、祭りなどでは羽目を外すこともある。
キュウト
声：風華
ロンドマン邸のメイド。赤いロングヘアと後頭部の大きな赤いリボンが特徴。いつも明るく前向きな元気娘で、年下のカルトやパレットをからかったり、一緒になってはしゃぐのが大好き。その一方で叱られたパレットのフォローに回ったり、遭ったことの無いルルホをも気遣うなど、世話好きな面もある。
パレット
声：成瀬未亜
ロンドマン邸のメイドで、ファンドの妹。一部を緑色のリボンで結った短めの金髪と、八重歯が特徴。屋敷のメイドでは最も年少でしばしばキュウトと大騒ぎをする。要領が悪くメイリンに叱られることも多いが、料理の腕は一流である。語尾に「です〜」が口癖。
マウア
声：風音
酒場「マンドリル」のウェイトレス。長い黒髪を先端付近で編み束ね、仕事中は白い頭巾を被っている。毎夜の様にごった返す店の客あしらいを1人で担っているが、常に笑顔を絶やさない。ヒロインの中で唯一ロンドマン邸の使用人ではないので、彼女と親しくなるには屋敷行動の食事やバイトなどで逢いに行く必要がある。

### ラット島の住人
パク
声：永倉仁八
大きく垂れた耳を持ち人語を話す、犬のような動物。ラット島が震災に見舞われた後、2人で暮らし始めたカルトとルルホの前に現れ、生活を共にし始めた。口が悪く、自分を「ボク様」と呼び、カルトに対して憎まれ口を言うが、ルルホには弱く、彼女が行う復興の手伝いもする。
サンポール
声：成瀬未亜
キノコの森に住む熊。容貌は動物としてのクマよりはぬいぐるみに近く、首に赤いマフラーを巻いている。人語は話せず「くま〜」と鳴くばかりだが、パクによる通訳で意思表示ができる。親しくなるとルルホの復興の手伝いもする。
ピュアティ
声：芹園みや
森の湖畔に住む天使。紫色の長い髪を持つ女性の姿をしている。高所恐怖症のため、背中に白く大きな翼を持つにもかかわらず天界へ戻れずにいる。「ボク」を一人称として人語を話すが、よく腹をすかせている。親しくなるとルルホの復興の手伝いをする。
達菜（たちな）
声：楠鈴音
森の奥に建つ古い城址に現れる幽霊。生前はラット島領主の妾として遠い東洋の島国から来た女性で、和服を着て（カルトらにとっては）風変わりな話し方をする。親しくなるとルルホの復興の手伝いをする。

### ベルファルドの住人
ロンドマン
声：斉藤龍吾
ベルファルドの領主である年配の男性。あまり感情を表に出さない謎めいた面を持つが、町の住民からは尊敬され、慕われている。遭難し救助されたカルトを屋敷に泊め、彼の事情を知ると使用人として雇用した。
ナタリ
声：夏川菜々美
ベルファルドの商店主である恰幅のよい年配の女性。気の良い女性で、カルトやファンドなど若者をしばしば食事に招待する。「屋敷行動」で「買い物」コマンドを使うと、彼女の商店で道具を買うことが出来る。
イゴ
声：KIN肉男
ナタリの夫である配管工である、恰幅の良い巨漢。カルトやファンドを我が子のように気にかけ、毎夜のように「マンドリル」に通って陽気に盛り上がるのが好き。ナタリとはよく痴話喧嘩をするが、結局は尻に敷かれている。
ファンド
声横島小次郎
パレットの兄である船員。ロンドマン所有の商船に乗り組んでおり、冒険談を話すのが大好き。マウアー目当てに「マンドリル」に通い、イゴらと陽気に過ごしている。
ワッセルとムッセル
声：滝沢アツヤ（ワッセル）、葛木怒裸魂（ムッセル）
いつも連れ立って歩いている、よく似た風体の兄弟。兄のワッセルは冷静な性格であるのに対し、弟のムッセルは感情的である。共に人相が悪くしばしば騒動の中心に居るものの悪人ではない。町の人々の役に立ちたいと考えているが、少々空回り気味。

## 地勢
ラット島
世界の果てとも言われる辺境に浮かぶ孤島。桃色の空に覆われ、かつて人々が豊かではないがのどかな生活を営む穏やかな島であった。ある日、大地震が島を襲い多くの家々が全壊、さらに津波が起きて教会のミサに集まっていた多くの人々を飲み込んでしまった。災害が去った後も爪あとは大きく、塩害で作物は育たず、水源は汚染されていたため、生き残った島民も島を捨て、去っていった。現在、島民としては行く当てが無い孤児であったカルトとルルホだけが残っている。
ベルファルド
ロンドマンの領地である港町。外国船が数多く出入りする貿易港であり、活気に満ちている。大きな商業地区や港、小高い丘や灯台があり、沖合いには温泉を抱える火山島もある。また、5月にはトマトをぶつけ合う「大漁祈願祭」、8月には花火大会、12月には女神の生誕を祝う「クリスマス」など、賑やかな行事が行われる。但し、ラット島の震災後、島を脱出した移民が急増したため、求職は困難な状況になっている。なお、ラット島の桃色の空を見慣れているカルトにとって、ベルファルドの青空は奇異に感じられる色である。

## スタッフ
- 原画；しかげなぎ
- シナリオ；姫ノ宮レイ/仁村紳志/七央結日/尾崎貞夫

### 主題歌
『咲く未来』
歌；中山マミ
作詞；中山マミ
作曲；森まもる
CD；『BELLES DIVAS - Angel Note BEST COLLECTION III - 』収録（Angel Note、2007年3月7日発売）

## 関連商品など
パク＆サンポールぬいぐるみセット（『故郷の詩』発売記念オフィシャル限定セット）
2006年9月22日発売 ※Waffle Storeのみ取扱い
『故郷の詩』ブログスキン
2006年配布開始 サーパラ会員専用 配布元；サーパラブログ
故郷の詩・ルルホ抱き枕カバー
2006年10月発売 発売元；クレセント